# Spořice
Spořice är en ort i Tjeckien.   Den ligger i regionen Ústí nad Labem, i den nordvästra delen av landet, 80 km nordväst om huvudstaden Prag. Spořice ligger 333 meter över havet och antalet invånare är 955.
Terrängen runt Spořice är platt åt sydost, men åt nordväst är den kuperad.Runt Spořice är det ganska glesbefolkat, med 23 invånare per kvadratkilometer. Närmaste större samhälle är Chomutov, 2,8 km nordost om Spořice. Trakten runt Spořice består till största delen av jordbruksmark.